# Geneviève Montigiani
Geneviève Montigiani (15 settembre 1951) è un'ex cestista francese.

## Carriera
Con la Francia ha disputato i Campionati europei del 1974.